# Lianennatter
Die Lianennatter (Thelotornis kirtlandii), auch Vogelnatter oder Graue Baumnatter, ist eine Giftschlange. Sie wird teils über 1,4 Meter lang und ist durch einen schmalen Kopf und große Augen mit horizontalen Pupillen gekennzeichnet. Außerdem ist sie durch eine leichte seitliche Abflachung ihres Körpers und eine hellgraue bis grünliche Grundfärbung mit dunkel eingerahmten hellen Streifen gekennzeichnet. Sie lebt in Zentral- bis Südafrika im Gezweig der Vegetation von Wald- und Buschland. Sie frisst Echsen, speziell Geckos und Chamäleons, allerdings auch Schlangen, Froschlurche und in geringeren Maßen auch Vögel. Dieser ovipare Baumbewohner ist bekannt für sein wirksames Gift. Neben Schwellungen, Blutungen und dem Erbrechen von Blut bewirkt der Biss auch Blutungen in der Schädelhöhle und akutes Nierenversagen. Außerdem treten an allen Schleimhäuten starke Blutungen auf. Das somit hämorrhagische Gift lässt sich nicht mit einem Gegengift bekämpfen.
Von der Lianennatter wurde früher die Unterart T. k. capensis anerkannt, diese wird jedoch heute mehrfach als eigene Art angeführt.